# Cesare Fieramosca

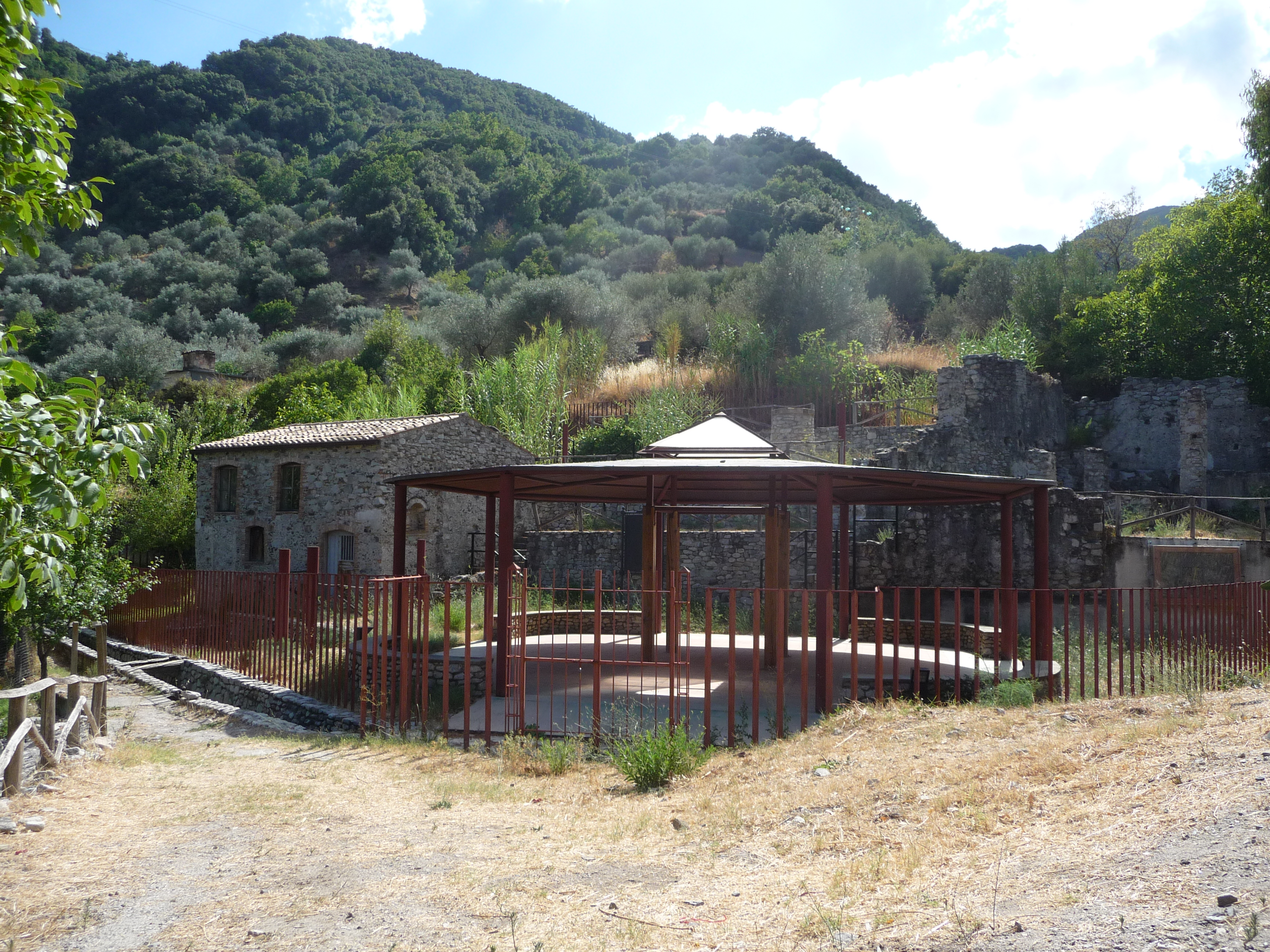
Ferriera do furnu (ora Mulinu do furnu)

Cesare Fieramosca (Capua, 1478 circa – Maiori, aprile 1528) è stato un condottiero italiano.

## Biografia
Era figlio terzogenito di Rinaldo, barone di Rocca d'Evandro, e fratello del più noto Ettore.
Iniziò la sua carriera militare nel 1510 al servizio degli Aragonesi, nella compagnia di Prospero Colonna. Nel 1513 passò al servizio dei duchi di Milano, combattendo alla difesa di Cremona contro i veneziani. Partecipò nel 1514 all'assedio di Crema con Prospero Colonna e Silvio Savelli, rimanendo sconfitto. Nel 1516 passò al soldo degli spagnoli e nel 1517 venne insignito del grado di maresciallo. Nel 1520 a Napoli venne nominato gentiluomo dall'imperatore Carlo V e per i suoi meriti a favore dell'impero gli vennero assegnate alcune miniere di ferro in Calabria.
Partecipò all'assedio di Napoli nell'aprile 1528 e morì combattendo nel golfo di Napoli sulla nave di Fabrizio Giustiniani. Nello scontro morì anche il viceré di Napoli Hugo de Moncada. Cesare Fieramosca venne sepolto nell'abbazia di Montecassino.

## Celebrazioni
Il poeta Matteo Bandello ha dedicato a Cesare Fieramosca la Novella VI della Prima parte (1554).